# Indokuzicus
Indokuzicus is een geslacht van rechtvleugeligen uit de familie sabelsprinkhanen (Tettigoniidae). De wetenschappelijke naam van dit geslacht is voor het eerst geldig gepubliceerd in 1998 door Gorochov.

## Soorten
Het geslacht Indokuzicus  is monotypisch en omvat slechts de volgende soort:
- Indokuzicus militaris (Bolívar, 1900)